# Greg Garrison
Greg Garrison (* 20. Februar 1924 als Harvin Ginsburg in Brooklyn, New York City; † 25. März 2005 in Thousand Oaks, Kalifornien) war ein US-amerikanischer Produzent und Regisseur. Garrison arbeitete fast ausschließlich für das Fernsehen und gilt als Pionier der Fernsehshows. In seiner 40-jährigen Karriere leitete oder produzierte Garrison mehr als 4000 Shows. Dabei arbeitete er mit Stars wie Lucille Ball, Milton Berle und Dean Martin. Vor allem die Dean Martin Show, die er zehn Jahre lang unter ungewöhnlichen Umständen für NBC produzierte und leitete, machte seine Arbeit weltweit bekannt.

## Persönliches
Garrison wuchs im New Yorker Stadtteil Brooklyn auf. Er besuchte „verschiedene Colleges“; ein Abschluss ist allerdings nicht belegt. Im Zweiten Weltkrieg diente Garrison in der U.S. Air Force und war an Luftangriffen in Europa beteiligt. Zeitweise war er in einem deutschen Kriegsgefangenenlager inhaftiert. Nach dem Ende des Krieges begann Garrison seine Karriere beim Fernsehen, die bis in die 1980er-Jahre hinein andauerte.
Garrison war zweimal verheiratet. Aus der ersten Ehe hatte er zwei Kinder. 1999 heiratete er in zweiter Ehe die Regieassistentin Judy Friesen. Die Verbindung hielt bis zu Garrisons Tod. Garrison war eng mit dem Schauspieler Orson Welles befreundet. Nach dessen Tod 1985 fungierte er als Welles’ Testamentsvollstrecker.
Garrison starb im März 2005 in seinem kalifornischen Wohnort an den Folgen einer Lungenentzündung.

## Regisseur und Produzent
Garrisons Fernsehkarriere begann nach dem Ende des Zweiten Weltkriegs bei einem lokalen Fernsehsender in Philadelphia. Er begann als Assistent des Managers (sog. Gofer), wurde kurz darauf Kameramann und erhielt bereits eine Woche später den Auftrag für seine erste Regiearbeit. Garrison war ab 1946 als Regisseur und Produzent nahezu ausschließlich im Unterhaltungsbereich tätig. Eine der wenigen Ausnahmen war seine Regiearbeit bei einem TV-Duell zwischen John F. Kennedy und Richard Nixon im Vorfeld der Präsidentschaftswahl in den Vereinigten Staaten 1960 und bei zwei Spielfilmen (1961 und 1962).

### Fernsehshows

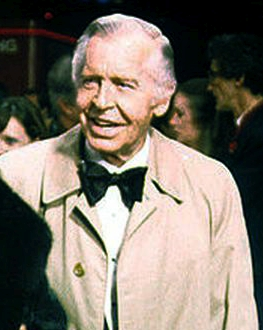
Milton Berle

In den frühen 1950er-Jahren führte Garrison bei einigen Folgen von Sid Caesars Your Show of Shows Regie. 1951 und 1952 war er Regisseur der Kate Smith Evening Our, einer 30-minütigen Show um die Sängerin und Entertainerin Kate Smith, die live ausgestrahlt wurde. Zu einem Karriereschub wurde seine Regiearbeit bei der Milton Berle Show 1952 bis 1955, die zeitweise unter den Namen Texaco Star Theatre und Buick Circus Hour lief. Er entlastete dabei Milton Berle, der bis dahin Produktion, Regie und auch das Drehbuch allein verantwortet hatte. In dieser Phase lernte Garrison, unter Zeitdruck zu arbeiten und etwaige Lücken in der Produktion mit vorgefertigten Aufzeichnungen zu schließen. Es folgten einzelne Specials oder kleine Serien mit Entertainern wie Fred Astaire, Pat Boone, Imogene Coca, Connie Francis, Danny Kaye und Donald O’Connor.
In den späten 1960er-Jahren gehörte Garrison zu den meistbeschäftigten Organisatoren im US-amerikanischen Unterhaltungsfernsehen. Ab 1965 arbeitete er regelmäßig als Produzent und Regisseur der Dean Martin Show, durch die er weltweit bekannt wurde. Hinzu kamen Shows mit Marty Feldman, Jonathan Winters und den Golddiggers sowie einige Sondersendungen, die er produzierte. 1998 behauptete Garrison in einem Interview, er habe in einem Jahr insgesamt an 130 Shows gearbeitet. Die letzte Show, bei der Garrison Regie führte, war die vierte und letzte Folge der Miniserie Dom DeLuise and Friends, die 1986 im amerikanischen Fernsehen gezeigt wurde.

### Greg Garrison und Dean Martin
Eine besondere Beziehung hatte Garrison zu dem Entertainer Dean Martin. Garrison entwickelte für dessen Fernsehshow besondere Arbeitstechniken und Inhalte, die die größtmögliche Entlastung Martins bezweckten. Dieses Konzept setzte er ab 1975 bei der Fernsehshow Dean Martin Celebrity Roast fort, für die Martin und Garrison viel Kritik erhielten. Garrison äußerte sich rückblickend sehr emotional zu Dean Martin. Er beschrieb die Zusammenarbeit als harmonisch und äußerte 1998 in einem Fernsehinterview die Einschätzung, er habe Martin „so gut gekannt wie seine eigene Hand und mindestens genauso sehr geliebt“. Biografen sind der Auffassung, dass Garrison und Martin sich gegenseitig blind vertrauten.

#### DieDean Martin Show

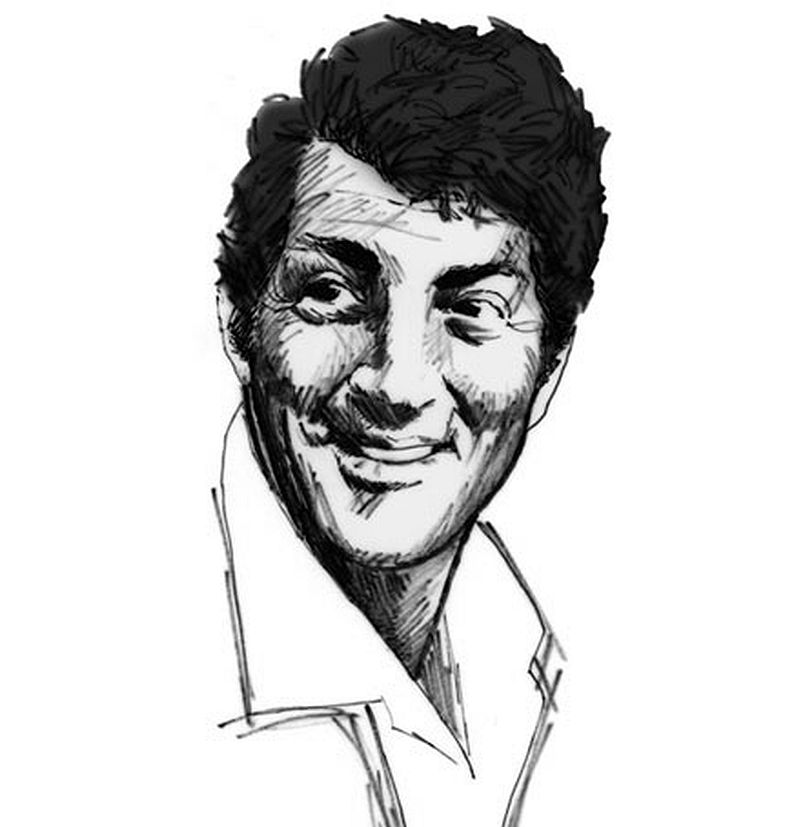
Dean Martin

Von 1965 bis 1974 sendete NBC wöchentlich die Dean Martin Show. Martin war seinerzeit einer der erfolgreichsten Entertainer der Welt. Er brachte bis zu vier Schallplatten pro Jahr heraus, spielte in Kinofilmen und trat jährlich mehrere Wochen am Stück live in Las Vegas auf. Auf das Angebot einer Fernsehshow war er zunächst nur widerwillig eingegangen und hatte – neben der Forderung einer außerordentlich hohen Gage – nur unter der Bedingung zugesagt, für jede Show nicht mehr als einen achtstündigen Arbeitstag pro Woche aufzuwenden. Regisseur und Produzent Garrison akzeptierte die begrenzte Verfügbarkeit Dean Martins und schaffte es, damit in der Praxis umzugehen. Er gestaltete den Ablauf der Produktion nach der Vorgabe, dass alle Aufnahmen mit Martin um 22 Uhr des jeweiligen Drehtags abgeschlossen waren. Seine Lösung bestand darin, die Shows in streng getrennten Sequenzen zu produzieren. Alle Szenen, in denen Martin nicht zu sehen war, wurden über die Woche verteilt ohne ihn – notfalls mit einem Double – gedreht. Martins Szenen entstanden zeitlich unabhängig davon; selbst Dialoge wurden getrennt voneinander aufgenommen. Das führte dazu, dass einige Gäste Dean Martin überhaupt nicht zu Gesicht bekamen. Die einzelnen Fragmente wurden in der Nachproduktion so zusammengeschnitten, dass sie einen zusammenhängenden Gesamteindruck ergaben. Die Gäste empfanden diese Arbeitsweise üblicherweise als unprofessionell; die Country-Sängerin Loretta Lynn etwa bezeichnete die Arbeit an der Dean Martin Show als „mess“ (Chaos). Bei allen Szenen, an denen Martin persönlich beteiligt war, gab es aus Zeitgründen keine Proben und keine Wiederholungen. Martin ließ sich seine Einsätze von Garrison erklären und setzte dessen Anweisungen in kurzen Sequenzen um, oft ohne die Zusammenhänge zu verstehen. Die Details improvisierte er unter Zuhilfenahme von Stichwortkarten (Cue Cards), die neben den Kameras positioniert waren. Da sich die mangelnde Vorbereitung Martins nicht verbergen ließ, ging Garrison offen damit um. Die Cue Cards erschienen wiederholt im Bild. Martin bezog sie in seine Witze ein, beispielsweise, indem er Leseschwierigkeiten vortäuschte, und relativierte damit offen die Ernsthaftigkeit der Sendung. Dies trug zur Legendenbildung um Martin als King of Cool bei. Die Mehrschichtigkeit der Rolle Martins wurde zu einem vom Publikum geschätzten Bestandteil der Sendung.
Garrison war auch für die Inhalte der Show verantwortlich. Er wählte die Autoren aus und gab die inhaltliche Linie vor. In Übereinstimmung mit Martin lenkte er die Sendung zu Beginn der 1970er-Jahre in eine vulgäre Richtung und brachte zunehmend „Trinkerwitze, Mädchenwitze und Zweideutigkeiten“. Die Sendung wurde in der Kritik zunehmend als unzeitgemäß, sexistisch und erniedrigend wahrgenommen. Die Presse gab Martin daraufhin den Titel „King Leer“ (etwa: König der Zote). Christliche Presseorgane rieten zuletzt davon ab, die Sendung zu verfolgen.
Die Dean Martin Show war bis 1972 außerordentlich erfolgreich. Martin erhielt von NBC jährlich höhere Gagen und wurde durch die Show zum bestbezahlten Entertainer der Welt. Auch Garrison wurde durch die Dean Martin Show wohlhabend. Auf der Grundlage eines Handschlagabkommens erhielt Garrison über den Tod Martins hinaus 50 Prozent aller Einnahmen, die die Show in verschiedenen Verwertungsformen einspielte.

#### Dean Martin Celebrity Roast
Nachdem die Dean Martin Show 1974 eingestellt worden war, setzten Garrison und Martin ihre Zusammenarbeit mit der NBC-Sendung Dean Martin Celebrity Roast fort. Akteure der Show waren jeweils etwa ein Dutzend zumeist älterer Entertainer wie Milton Berle, George Burns, Dom DeLuise, Phyllis Diller, Bob Hope, Ronald Reagan, Don Rickles oder Nipsey Russell – ein Kritiker nannte sie „Untote des Traumlandes“ –, die gemeinsam eine Stunde lang unter dem Vorsitz Dean Martins einen Stargast „rösteten“, das heißt humorvolle, nicht selten auch zotige Reden über sie hielten. Vorgeblich waren Sitzungen im Ziegfeld Room des MGM Grand in Las Vegas vor Publikum aufgenommen worden. Tatsächlich fand keine der Sitzungen in dieser Form statt. Vielmehr ließ Garrison die Beiträge der einzelnen Redner zeitlich und räumlich unabhängig voneinander aufnehmen, ebenso wie ihre Reaktionen auf Witze anderer. Dazu ließ Garrison jeden Gast vor der uniformen Kulisse in einem ansonsten leeren Studio verschiedene Formen von Gelächter darstellen. Die Aufnahmen wurden dann in die Redebeiträge anderer hineingeschnitten. Durch „tausende von Kopier- und Schnittvorgängen“ sollte der Eindruck erweckt werden, als wären alle Gäste gleichzeitig bei der Aufzeichnung anwesend. Um die Illusion zu unterstützen, verzichtete Garrison weitgehend auf Totaleinstellungen.
Ab 1998 gab Garrison Zusammenschnitte der Dean Martin Show und des Dean Martin Celebrity Roast auf Video und später auf DVD neu heraus.

## Auszeichnungen und Einschätzungen
Garrison wurde ein Dutzend Mal für den Emmy nominiert. 1969 gewann er die Auszeichnung für seine Regiearbeit bei der Dean Martin Show.
Einige Autoren halten Greg Garrison für einen Pionier oder Wegbereiter (Trailblazer) der Fernsehunterhaltung. Speziell seine Arbeit mit Dean Martin wird allerdings zwiespältig bewertet. Der Kritiker Cecil Smith schrieb 1969, es sei das alleinige Verdienst Garrisons, dass die Dean Martin Show so gut funktioniere – oder überhaupt funktioniere. Andere kritisieren Garrison hingegen, weil er die Qualität der Produktion dem Freizeitbedarf Dean Martins untergeordnet habe. Der amerikanische Comedian Tom Dreesen bemängelte, dass die Szenen, die Garrison zusammenschnitt, oft nicht sinnvoll aufeinander abgestimmt gewesen seien, und für Kelly Monteith war Garrison „der schlechteste Filmeditor der Welt“. Speziell mit Blick auf den Dean Martin Celebrity Roast wurde Garrison als Produzent „hohler Künstlichkeit“ und „erbarmungsloser Monotonie“ kritisiert.

## Automobilsammler

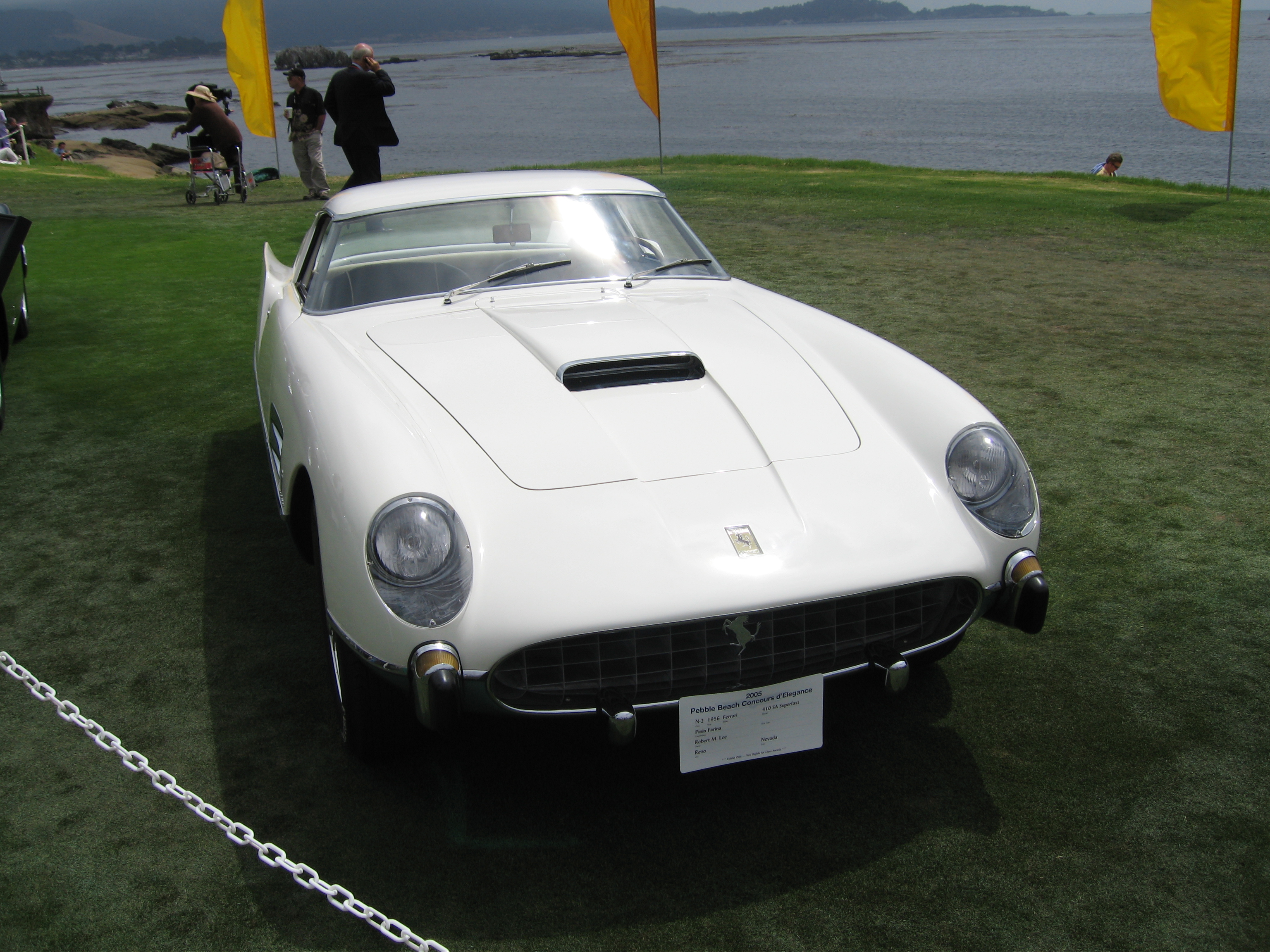
Zeitweise in Garrison-Besitz: Ferrari 410 Superfast I

Greg Garrison war ein Automobilliebhaber. Er war mit Enzo Ferrari befreundet und legte einen Teil seiner Einnahmen aus der Dean Martin Show in klassischen Sportwagen an. Im Laufe der Jahre kam er zu einer Sammlung hochwertiger europäischer Klassiker. Garrison besaß unter anderem mehrere Dutzend klassischer Ferrari-Sportwagen, darunter eine Reihe automobilhistorisch bedeutsamer Einzelstücke aus den 1950er-Jahren. Zu seiner Sammlung gehörten beispielsweise mehrere Ferrari 410 Superamerica mit speziellen Karosserien. In einigen Fällen veranlasste er aufwendige Restaurierungen. Garrison zeigte einige seiner Fahrzeuge wiederholt beim Pebble Beach Concours d’Elegance, einer der bedeutendsten Klassikerausstellungen in den USA. Jahrzehntelang verließ kein Exponat seine Sammlung; die Autos galten als nicht käuflich. Seit Garrisons Tod werden schrittweise einzelne seiner Autos verkauft. Sie brachten bislang oft Erlöse in Millionenhöhe. So wurde etwa ein 410 Superamerica S2 mit einzigartiger Scaglietti-Karosserie aus der Garrison-Sammlung im Jahr 2012 für 1,8 Mio. US-$ versteigert.

## Filmografie: Spielfilme
- 1961: Twist… dass die Röcke fliegen! (Hey, let’s twist)
- 1962: Two Tickets to Paris